# Chrysosoma gromieri
Chrysosoma gromieri är en tvåvingeart som beskrevs av Octave Parent 1929. Chrysosoma gromieri ingår i släktet Chrysosoma och familjen styltflugor. Inga underarter finns listade i Catalogue of Life.